# Альдеатехада
Альдеатехада (ісп. Aldeatejada) — муніципалітет в Іспанії, у складі автономної спільноти Кастилія-і-Леон, у провінції Саламанка. Населення — 1336 осіб (2010).
Муніципалітет розташований на відстані близько 180 км на захід від Мадрида, 5 км на південний захід від Саламанки.
На території муніципалітету розташовані такі населені пункти: (дані про населення за 2010 рік)
- Альдеатехада: 1231 особа
- Монтальво-Прімеро: 0 осіб
- Отеро-Васіадорес: 6 осіб
- Поркерісос: 6 осіб
- Сальвадоріке: 7 осіб
- Санчов'єхо: 5 осіб
- Вістаермоса: 55 осіб
- Лос-Ойос: 6 осіб
- Монтальво-Майор: 0 осіб
- Лас-Пеньяс: 12 осіб
- Ель-Сото: 4 особи
- Тесо-дель-Серкадо: 0 осіб
- Вілья-Беніто: 0 осіб
- Фінка-ла-Кордильєра: 4 особи

## Демографія
Динаміка населення (INE ):

## Зовнішні посилання
- Провінційна рада Саламанки: індекс муніципалітетів [Архівовано 23 квітня 2009 у Wayback Machine.]
- Посилання на Google Maps